# Konstantinopels murar

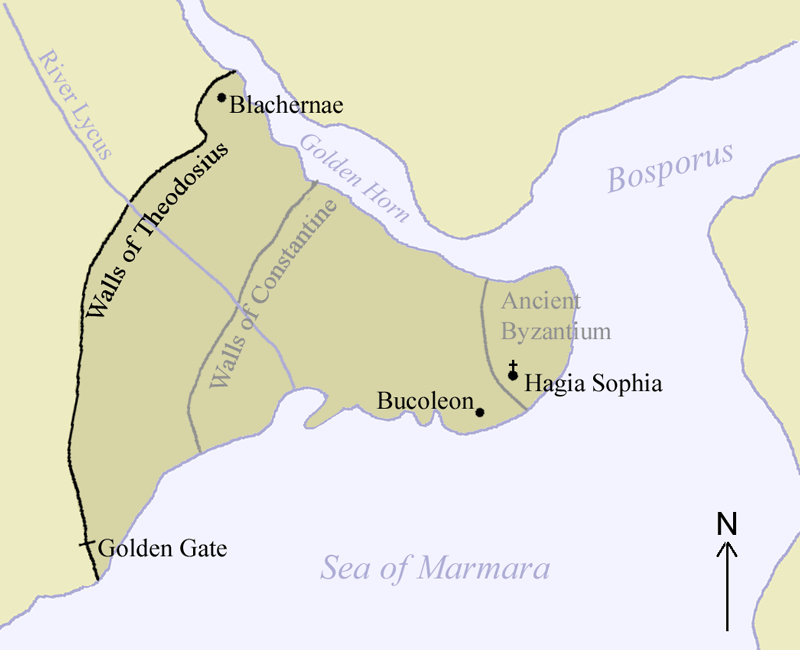
Karta över Konstantinopel med de tre murarna inlagda.

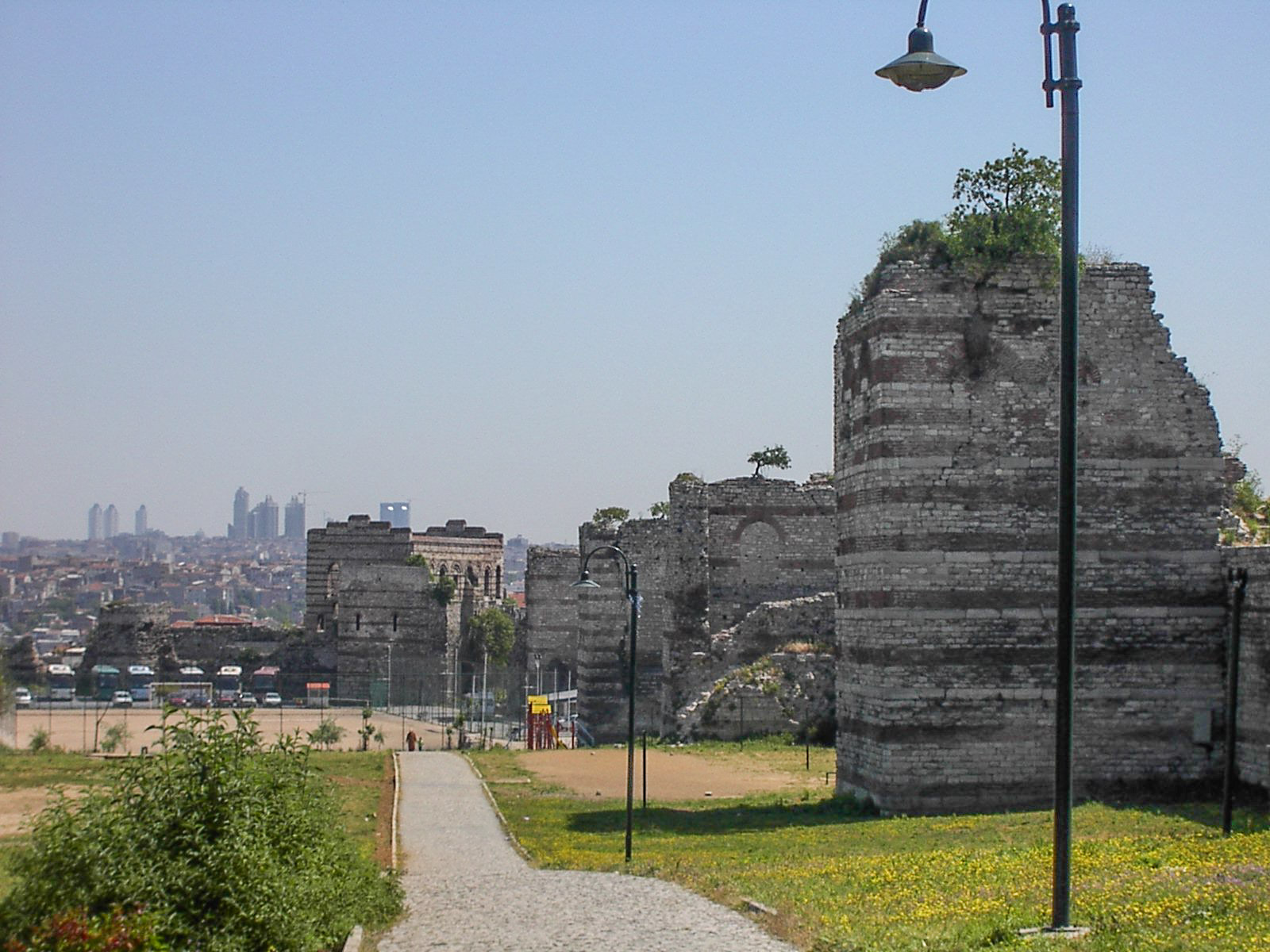
En sektion av Theodosius mur i en förort i dagens Istanbul.

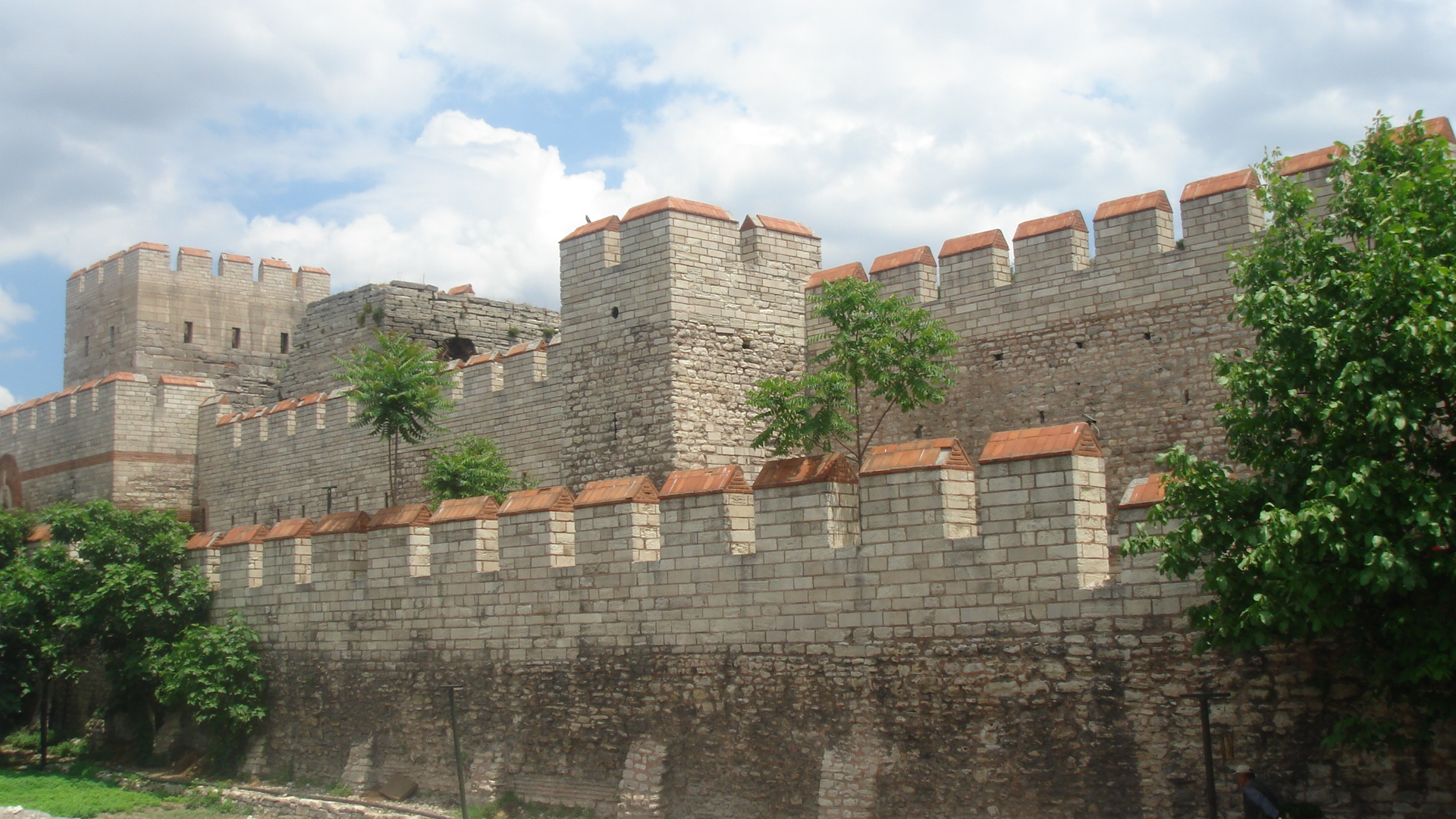
Restaurerad sektion av Theodosius murar.

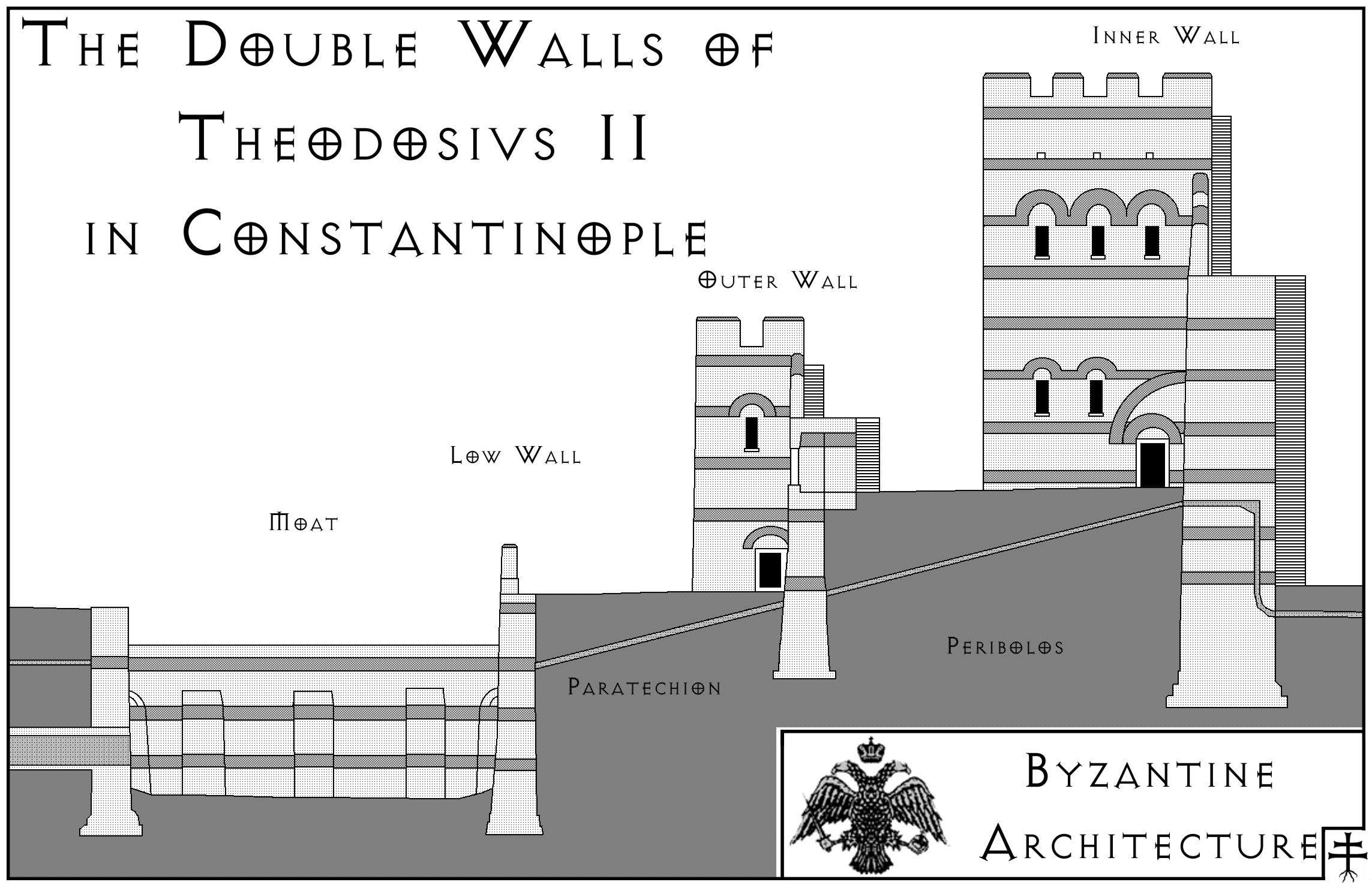
Tvärsektion som visar principen för systemet med flera försvarslinjer efter varandra.

Konstantinopels murar omgav den romerska och bysantinska staden Konstantinopel (dagens Istanbul).
Den ursprungliga muren uppfördes på 660-talet f.Kr. då grekiska kolonister från Megara grundlade staden Byzantion vid Bosporen. Staden omfattade då inte mycket mer än sin akropol och under romersk tid hade staden en marginell betydelse. Septimius Severus lät emellertid uppföra nya murar under sin regeringstid vilket utökade stadens omfattning. Då Konstantin den store flyttade imperiets huvudstad till Byzantion, som då fick namnet Konstantinopel, växte staden avsevärt.
Den yttersta muren uppfördes till sist under Theodosios II och sträckte sig då nästan sju kilometer mellan Gyllene hornet och Marmarasjön. Denna mur, den s.k. "Theodosius mur", uppfördes i själva verket av Anthemius, prefekt i den östra rikshalvan, med början 413 på högre belägen mark för att bemöta hotet från hunner. Stadens första sjömurar uppfördes 439. 447 förstördes murarna av ett jordskalv men återuppfördes därefter så snabbt att de hann stoppa Attilas arméer. De återuppförda murarna bestod av ett system av tre sammanbyggda murar, upp till fem meter djupa och tjugo meter höga, som åtskildes av diken och vallgravar. Detta försvarssystem gjorde staden i princip ointaglig och räddade staden undan bl.a. bulgarer, araber och ruser.
I stadens nordvästra del var muren relativt sett svagare men avsnittet förstärktes under Leo I. Stadens kustlinje mot Gyllene hornet i norr hade en egen uppsättning av murar.
De inre murarna var försedda med massiva kvadratiska eller hexagonala torn och i murens södra ände vid Marmarasjön stod det s.k. Marmortornet.
Konstantinopels murar hade tio portar. De fyra viktigaste var:
- Gyllene porten i söder, ursprungligen en triumfbåge.
- "Selymbria-porten", som förde till Konstantins forum och Hagia Sofia.
- Adrianopel-porten, som förband Mese, Konstantinopels huvudgata, med staden Adrianopel och Via Egnatia.
- Blachernai-porten i norr.

De första angripare som lyckades forcera murarna var det fjärde korstågets riddare. De besteg sjömurarna och bröt också igenom Leo:s murar vid Blachernai i stadens nordöstra del.
Den andra och sista gången murarna erövrades var då den osmanske sultanen Mehmet II ledde det som kom att bli Konstantinopels fall 1453. De turkiska erövrna lyckades emellertid aldrig slå sig igenom murarna utan tog sig in i staden genom Adrianopel-porten som lämnats öppen, antingen av misstag eller genom förräderi. Idag är denna plats utmärkt med en stor minnestavla. Turkarna byggde om Gyllene porten, som de döpte om till Yedikule ("De sju tornen"), till fängelse.
Många delar av muren står kvar än idag som ett vittnesmål över det bysantinska rikets långa historia. Idag löper muren genom Istanbuls förorter och omges av park och grönområden som på flera ställen korsas av trafikleder som förbinder den gamla stadskärnan med stadens västra delar. På senare tid har jordskalv förstört vissa delar av muren och dess torn medan andra delar har restaurerats.